# 5-та окрема бригада НГ (Україна)
5-та окрема Слобожанська бригада (5 ОБр, в/ч 3005) — з'єднання Національної Гвардії України, що входить до складу Східного оперативно-територіального об'єднання. Місце дислокації — м.Харків.
Військовослужбовців бригади залучені до охорони громадського порядку, захисту безпеки громадян, охорони адміністративних будівель регіону, охорони Генеральних Консульств в Харкові.
З 2014 року бригада брала участь в війні на сході України.
В ході російського вторгнення 2022 року 5 ОБр НГУ обороняла Харків і область від російських загарбників.

## Історія
Наказом командувача НГУ від 2 січня 1992 року на базі 20-ї окремої конвойної Червонопрапорної бригади Внутрішніх військ МВС СРСР сформовано 5-ту окрему конвойну бригаду (в/ч 3005).
Військовослужбовці частини, окрім виконання основних завдань, брали участь у багатьох рятувальних та безпекових операціях:
- 1992 рік — частина виконувала завдання з охорони ділянки кордону України в Одеській області під час Придністровського конфлікту.
- квітень 1995 року — частина брала участь в ліквідації наслідків аварії на Диканьовських очисних спорудах.
- травень 1995 року — частина брала участь в гасінні лісових пожеж в Харківській області.[4][5][6][7]

Указом Президента України № 256 від 21.02.2000 року частині присвоєно почесне найменування Слобожанська бригада.
У 2014 році бригада увійшла до складу Національної гвардії України.
В 2015 році було розформовано батальйон забезпечення бойових дій бригади.
У 2016 році Президент України присвоїв їй почесну назву «5-та Слобожанська бригада Національної гвардії України». 
25 березня 2025 року 5 Слобожанська бригада Національної гвардії України указом Президента України Володимира Зеленського відзначена почесною відзнакою «За мужність та відвагу».

## Структура
- Патрульний батальйон (1, 2, 3 та 4 патрульні роти);
- Стрілецький батальйон (1, 2, 3 стрілецькі роти з КЕОП)

## Втрати
- Загинув у ніч на 8 вересня 2014 року на блокпосту поблизу смт Ясногірка під час нападу ДРГ терористів солдат 5-ї бригади НГУ Юрій Андрієнко.
- В січні 2016 року під час відпустки помер боєць бригади Лободенко Андрій Іванович[11].
- Третяков Вадим Олександрович, солдат, 4 квітня 2017, Зайцеве (Бахмутський район)[12]
- 9 липня 2023; головний сержант Герасіков Євген Михайлович
- 4 листопада 2023 - Сергій Прудкий, 56 років. Загинув  під час бойового завдання  року поблизу Кліщіївки Донецької області. До 2025 року вважався загиблим безвісти[13].
- 26 квітня 2024; молодщий сержант Романов Андрій Андрійович

## Командування
- полковник Юрій Макарчук
- полковник Сергій Уніятов (2017—2019)
- полковник Олег Савич (2019—2022)[14]
- полковник Михайло Якобчук (з 2022 року)[15][16][17]

## Відомі персони у складі бригади
- письменник Артем Полежака, 3-й батальйон